# Kim Larsen & Jungle Dreams
Kim Larsen & Jungle Dreams (Kim Larsen & The Dogs oprindeligt inden LP udgivelser) er et rock/ pop Band, som blev etableret i 1980 af Kim Larsen, der havde bosat sig i New York City.
Inden bandet kaldte sig Jungle Dreams hed de Kim Larsen & The Dogs (med samme bandbesætning). Under dette navn gav de ganske få koncerter i USA, bl.a. på The Ritz (7. oktober 1981) i USA. De skiftede senere navn til Kim Larsen & Jungle Dreams efter at CBS havde spurgt Kim Larsen og Joe Delia om de var sikker på, at de ville hedde Kim Larsen & The Dogs, da CBS ikke syntes det var et godt navn til pladeudgivelserne. Der findes kun ganske få billeder af Kim Larsen & The Dogs.
Larsen havde længe haft en drøm om at slå igennem i USA, hvorfor han hvor han bosatte sig på East 18th Street på Manhattan i New York." Han fik kontakt med musikerne fra Fandango Rick Blakemore, Joe Delia og Abe Speller. I tiden i "Guds eget land", blev det til udgivelserne Jungle Dreams fra 1981 og Sitting on a Time Bomb fra 1982. Ingen af disse udgivelser blev imidlertid den succes som Larsen søgte, og han brød derfor med pladeselskabet, og vendte hjem til Danmark i 1983. 
Han havde dog også givet sig selv dårlige odds, da han allerede i 1976, efter et møde med CBS's vicepræsident Bunny Freidus, valgte at afslutte mødet med at give hende et tungekys. Han fik dog en smule succes i Frankrig med sangen Donnez-Moi Du Feu, samtidig med at Kim Larsen & Jungle Dreams var opvarmningsnavn for The Rolling Stones på Nya Ullevi i Gøteborg i 1982.

## Medlemmer
- Kim Larsen – Guitar og sang
- Rick Blakemore – Guitar
- Joe Delia – Keyboards
- Abe Speller – Trommer
- Dennis Espantman – Bas

## Diskografi
- Jungle Dreams (1981)
- Sitting on a Time Bomb (1982)